# Artem Potschtarjow

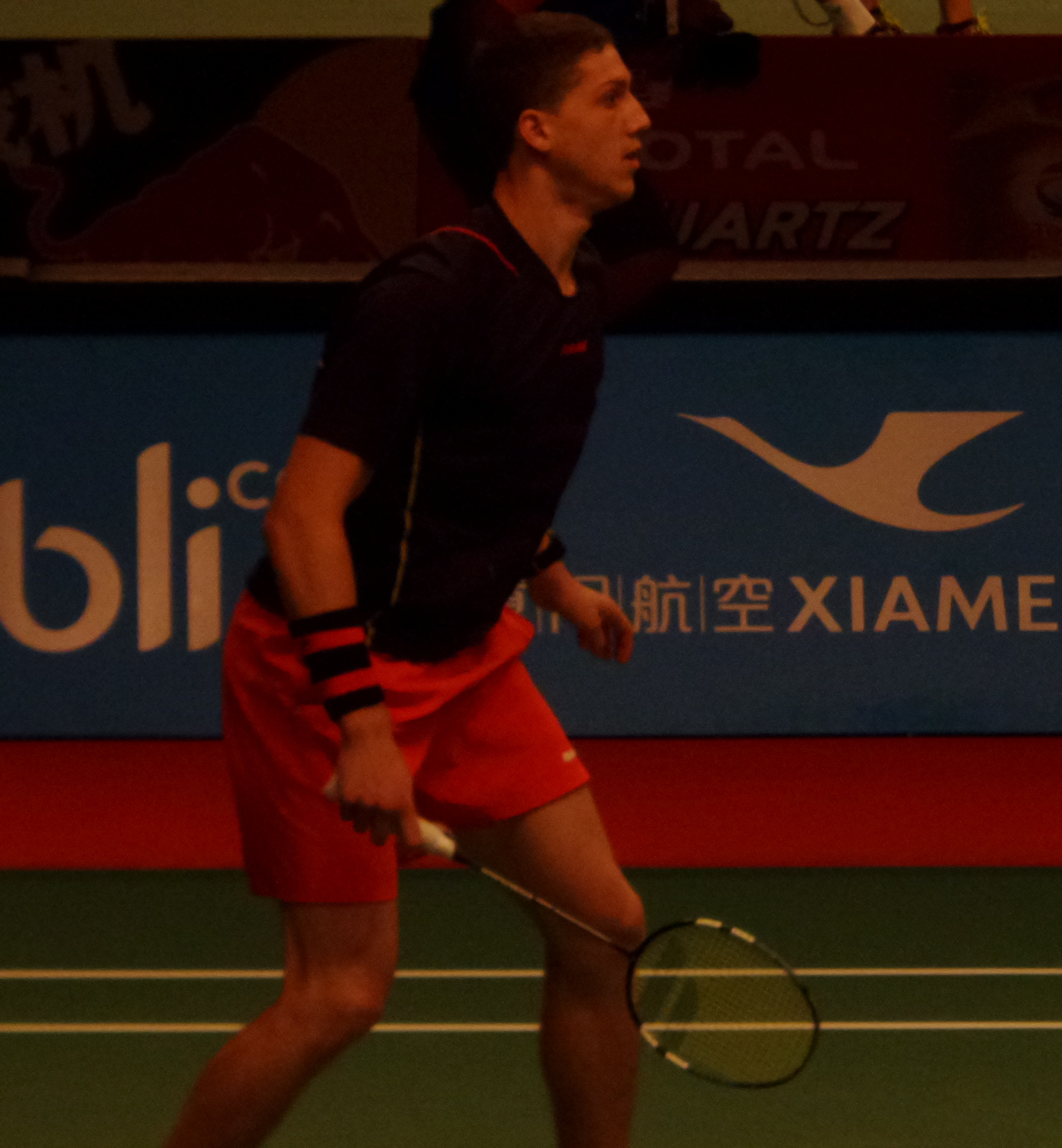
Artem Potschtarjow

Artem Serhijowytsch Potschtarjow (ukrainisch Артем Сергійович Почтарьов; englisch Artem Pochtarov; * 24. Juli 1993 in Lyssytschansk, Ukraine) ist ein ukrainischer Badmintonspieler. 

## Karriere
Artem Potschtarjow wurde 2013 erstmals nationaler Meister in Ukraine. 2012 nahm er an den Badminton-Europameisterschaften teil, 2013 an den Weltmeisterschaften. 2010 siegte er bei den Bulgarian Juniors, 2011 bei den Polish Juniors und den Israel Juniors. 2014 gewann er bei den Israel International.